# Силютин, Андрей Анатольевич
Андре́й Анато́льевич Силю́тин (1 октября 1976, Новоалтайск, Алтайский край, СССР) — российский футболист, полузащитник.

## Клубная карьера
Профессиональную карьеру начинал в 1993 году в клубе «Политехник-92». С 1995 по 1999 годы играл за «Динамо» из Барнаула. В начале 2000 года ездил на просмотр в московское «Торпедо». Тренировался неделю, но по признанию Силютина почувствовал, что до лидеров клуба, объективно он не дотягивает и перебрался в «Томь», где выступало сразу несколько игроков из Барнаула — Суровцев, Агеев, Исайченко. Вместе с «Томью» в 2004 году добился права выступать в Премьер-Лиге, однако игроком стартового состава не был и новый тренер клуба Александр Гостенин усадил его на скамейку запасных. В 2005 году перешёл в казахстанский «Актобе». Перед самым началом сезона 2006 года перебрался в «Анжи», где тренером работал Дмитрий Галямин, с которым Андрей пересекался в Томске, он его в «Анжи» и пригласил, причем без сборов — сразу на игры. Далее выступал за «Звезду» Иркутск и нижегородскую «Волгу». В 2011 году вернулся в Барнаул, где 8 июня того же года в домашнем матче против кемеровского «Кузбасса» заменил в воротах травмированного Алексея Солосина и сохранил ворота в неприкосновенности. После окончания профессиональной карьеры в 2013 году стал работать тренером в школе «Мастербол» (Барнаул).

## Достижения
- Победитель чемпионата Казахстана 2005